# Lysiteles montivagus
Lysiteles montivagus là một loài nhện trong họ Thomisidae.
Loài này thuộc chi Lysiteles. Lysiteles montivagus được Hirotsugu Ono miêu tả năm 1979.